# Pioussay
Pioussay is een plaats en voormalige gemeente in het Franse departement Deux-Sèvres in de regio Nouvelle-Aquitaine en telt 302 inwoners (1999). De plaats maakt deel uit van het arrondissement Niort.

## Geschiedenis
Pioussay is op 1 januari 2019 gefuseerd met de gemeenten Ardilleux, Bouin en Hanc tot de gemeente Valdelaume.   

## Geografie
De oppervlakte van Pioussay bedraagt 13,8 km², de bevolkingsdichtheid is 21,9 inwoners per km².
De onderstaande kaart toont de ligging van Pioussay met de belangrijkste infrastructuur en aangrenzende gemeenten.

## Demografie
Onderstaande figuur toont het verloop van het inwonertal.
Ardilleux · Bouin · Hanc · Pioussay